# Hafen Recke
Der Hafen Recke umfasst ein Hafenbecken und einen Yachthafen auf dem Gebiet der Gemeinde Recke im westfälischen Tecklenburger Land (Kreis Steinfurt).

## Geographie
Der Hafen Reckes liegt südlich des Ortskernes auf einer Höhe von 50,6 m ü. NN bei Kilometer 13,5 an der Bundeswasserstraße Mittellandkanal (MLK). Östlich wird er von der Bahnbrücke begrenzt, neben der ein 170 m langer Düker verläuft. Westlich schließt sich ein kleines Gewerbegebiet und die Brücke der Ibbenbürener Straße an und der Mühlenbach unterquert den Mittellandkanal in einen 90 m langen Düker.
| Lage: Gewässer – km | Hafen:      | Beschreibung                        | Kailänge         | Ausstattung                |
| ------------------- | ----------- | ----------------------------------- | ---------------- | -------------------------- |
| MLK 12,8 Süd        | Yachthafen  | Freizeitschifffahrt und Liegeplätze | 185 m, geböscht  | Stege, 60 Liegeplätze      |
| MLK 13,1            | Wendestelle |                                     |                  | bis 70 Schiffslänge        |
| MLK 13,5 Nord       | Hafen       |                                     | 220 m, gespundet | 1 Portalkran, Lagerflächen |

## Geschichte
Ab 1905 wurde der Bau des Mittellandkanales nach Osten vorangetrieben, und auch die Bahn erreichte Recke. Ein trimodaler Güterumschlag Schiff/Schiene/Straße wurde in Recke möglich, jedoch gab es zunächst noch keine befestigte Hafenanlage dort.

## Gewerbe und Infrastruktur
Heute besteht der Hafen Reckes aus einem Hafenbecken und einem kleinen Gewerbegebiet, das die Hafenanlage mit wichtiger Infrastruktur ergänzt. Der Hafen ist hauptsächlich für den Umschlag von Baustoffen und Kohle eingerichtet und wird von der Albert Bergschneider GmbH betrieben. Es sind ein 25 m hoher Portalkran mit einer Tragkraft von 8 t, 32.000 m² Lagerplätze für verschiedene Schüttgüter und eine 50 t Fahrzeugwaage vorhanden. An den Kais können zwei Schiffe bis zu 110 m Länge festmachen, aber nur jeweils eines abgefertigt werden.
An der nahen Marina Reckes gibt es außerdem Anleger für Ausflugsschiffe und die Freizeitschifffahrt. Dort finden Kleinfahrzeuge geeignete Anleger und eigene Ver- und Entsorgungseinrichtungen vor.

## Verkehr
Gemeindestraßen verbinden den Hafen zu der 11 km südlich verlaufenden Bundesautobahn 30 und der Bundesstraße 218 17 km nördlich. Unmittelbar östlich verläuft die Tecklenburger Nordbahn, allerdings ist
ein Ausziehgleis zum Hafen bisher nicht hergestellt. Zustiegsmöglichkeiten zum ÖPNV bestehen in etwa 500 m Entfernung.